# Maksim Shatskix
Maksim Shatskix (cirill betűkkel:Максим Шацьких; Taskent, 1978. augusztus 30. –) üzbég válogatott labdarúgó, labdarúgóedző 2017-től az FC Dynamo Kyiv segédedzője.

## Pályafutás
A Dinamo Kijiv 1999-ben igazolta le az AC Milanba távozó Andrij Sevcsenko helyére. Üzbegisztánban egyszerűen csak Sevcsenkonak hívják. Kétszer lett az ukrán bajnokság gólkirálya. Az 1999–2000-es szezonban 20, míg a 2002-03-asban 22 góllal, amivel beállította Szerhij Rebrov  gólrekordját, amit az 1997-98-as idényben szerzett. A Dinamo Kijivben összesen 8 szezont játszott és a Bajnokok ligájában 11 találatig jutott el.

## Válogatottban
2005-ben az év 3 legjobb ázsiai játékosa közé beválasztották, 2007. október 13-án válogatott rekordot jelentő 5 gólt rúgott Tajvan ellen. 2008. június 2-án gólt szerzett a Szingapúr elleni világbajnoki-selejtezőn és ezzel megelőzte Mirjalol Kaszimovot az üzbég válogatott leggólerősebb játékosát a válogatott góllövőlistáján.

## Díjak
Dinamo Kijiv
- Ukrán bajnok – 2000, 2001, 2003, 2004, 2007
- Ukrán kupagyőztes – 2000, 2003, 2005, 2006, 2007
- Ukrán szuperkupagyőztes – 2004, 2006, 2007